# Sifnos
Sifnos (druhý pád Sifnu) (řecky Σίφνος) je řecký ostrov v souostroví Kyklady, který leží na západě Egejského moře mezi Serifem a Milem, západně od Délu a Paru. Spolu s blízkým neobydleným ostrůvkem Kitriani tvoří stejnojmennou obec. Ostrov Sifnos má rozlohu 73 km² a obec 73,942 km². Obec je součástí regionální jednotky Milos v kraji Jižní Egeis.

## Obyvatelstvo
V roce 2011 žilo v obci 2625 obyvatel, všichni na hlavním ostrově. Celý ostrov tvoří jednu obec, která se nečlení na obecní jednotky a skládá se ze dvou komunit, které se skládají přímo z jednotlivých sídel, tj. měst a vesnic. V závorkách je uveden počet obyvatel jednotlivých komunit.
- obec, obecní jednotka a komunita Sifnos (2625) — Apollonia (1691), Artemonas (934)
- ostrůvek Kitriani (0) je součástí komunity Apollonia

## Geografie
Vlastní ostrov je přibližně trojúhelníkhového tvaru. Má velmi nepravidelné pobřeží s mnoha malými chráněnými zátokami. Ostrov je hornatý. Jeho nejvyšší bod má nadmořskou výšku 682 m a jmenuje se Profitis Ilias.